# Олимпијски комитет Северне Македоније
Олимпијски комитет Северне Македоније (мкд. Олимписки комитет на Северна Македонија) је национални олимпијски комитет Северне Македоније који организује спортисте за такмичење на олимпијским играма и осталим мањим спортским догађајима. Чланови Комитета су 26 спортских савеза, која бирају Извршни одбор у саставу председника и четири члана. Његово седиште налази се у Скопљу.

## Историја
Олимпијски комитет Северне Македоније основан је под именом Олимпијски комитет Бивше Југословенске Републике Македоније 1992. и признат од стране Међународног олимпијског комитета 1993. године због спора око званичног имена државе. После усвајања Преспанског споразума о промени имена државе у фебруару 2019, МОК је у марту исте године усвојио одлуку о промени назива НОК-а у Олимпијски комитет Северне Македоније.

## Председници
| Председник        | Период      |
| ----------------- | ----------- |
| Васил Тупурковски | 1992 – 2020 |
| Даниел Димевски   | 2020 –      |

## Извршни одбор
Извршни одбор чине:
- Председник: Даниел Димевски
- Потпредседници: Јордан Камчев
- Генерани секретар: Сашо Поповски
- Спортски директор: Владимир Георгијевски

## Савези
| Савез                                       | Летње или Зимске | Седиште |
| ------------------------------------------- | ---------------- | ------- |
| Атлетски савез Северне Македоније           | Летње            | Скопље  |
| Бадминтон савез Северне Македоније          | Летње            | Скопље  |
| Бициклистички савез Северне Македоније      | Летње            | Скопље  |
| Боксерски савез Северне Македоније          | Летње            | Скопље  |
| Гимнастички савез Северне Македоније        | Летње            | Скопље  |
| Једриличарски савез Северне Македоније      | Летње            | Скопље  |
| Кајакашки савез Северне Македоније          | Летње            | Скопље  |
| Карате савез Северне Македоније             | Летње            | Скопље  |
| Клизачки савез Северне Македоније           | Зимске           | Скопље  |
| Коњички савез Северне Македоније            | Летње            | Скопље  |
| Кошаркашки савез Северне Македоније         | Летње            | Скопље  |
| Мачевачки савез Северне Македоније          | Летње            | Скопље  |
| Одбојкашки савез Северне Македоније         | Летње            | Скопље  |
| Пливачки савез Северне Македоније           | Летње            | Скопље  |
| Рвачки савез Северне Македоније             | Летње            | Скопље  |
| Рукометни савез Северне Македоније          | Летње            | Скопље  |
| Скијашки савез Северне Македоније           | Зимске           | Скопље  |
| Спортско пењачки савез Северне Македоније   | Летње            | Скопље  |
| Спортско стрељачки савез Северне Македоније | Летње            | Скопље  |
| Стонотениски савез Северне Македоније       | Летње            | Скопље  |
| Теквондо савез Северне Македоније           | Летње            | Скопље  |
| Тениски савез Северне Македоније            | Летње            | Скопље  |
| Триатлон савез Северне Македоније           | Летње            | Скопље  |
| Фудбалски савез Северне Македоније          | Летње            | Скопље  |
| Хокејашки савез Северне Македоније          | Зимске           | Скопље  |
| Џудо савез Северне Македоније               | Летње            | Скопље  |